# Udaipur (Division)
Die Division Udaipur ist eine Division im indischen Bundesstaat Rajasthan. Der Verwaltungssitz befindet sich in der Stadt Udaipur.

## Distrikte
Die Division Udaipur gliedert sich in sechs Distrikte:
| Distrikt    | Verwaltungssitz | Fläche in km² | Einwohner (2011) | Ew./km² |
| ----------- | --------------- | ------------- | ---------------- | ------- |
| Banswara    | Banswara        | 05.037        | 1.798.194        | 357     |
| Chittorgarh | Chittorgarh     | 10.856        | 1.544.392        | 00.69   |
| Dungarpur   | Dungarpur       | 03.770        | 1.388.906        | 0.368   |
| Rajsamand   | Rajsamand       | 04.655        | 1.156.597        | 0.301   |
| Udaipur     | Udaipur         | 13.430        | 3.067.549        | 0.228   |
| Pratapgarh  | Pratapgarh      | 00.642        | 0.868.231        | 1.352   |
| gesamt      |                 | 38.390        | 9.823.869        | 0.256   |